# Kirche von Hogrän

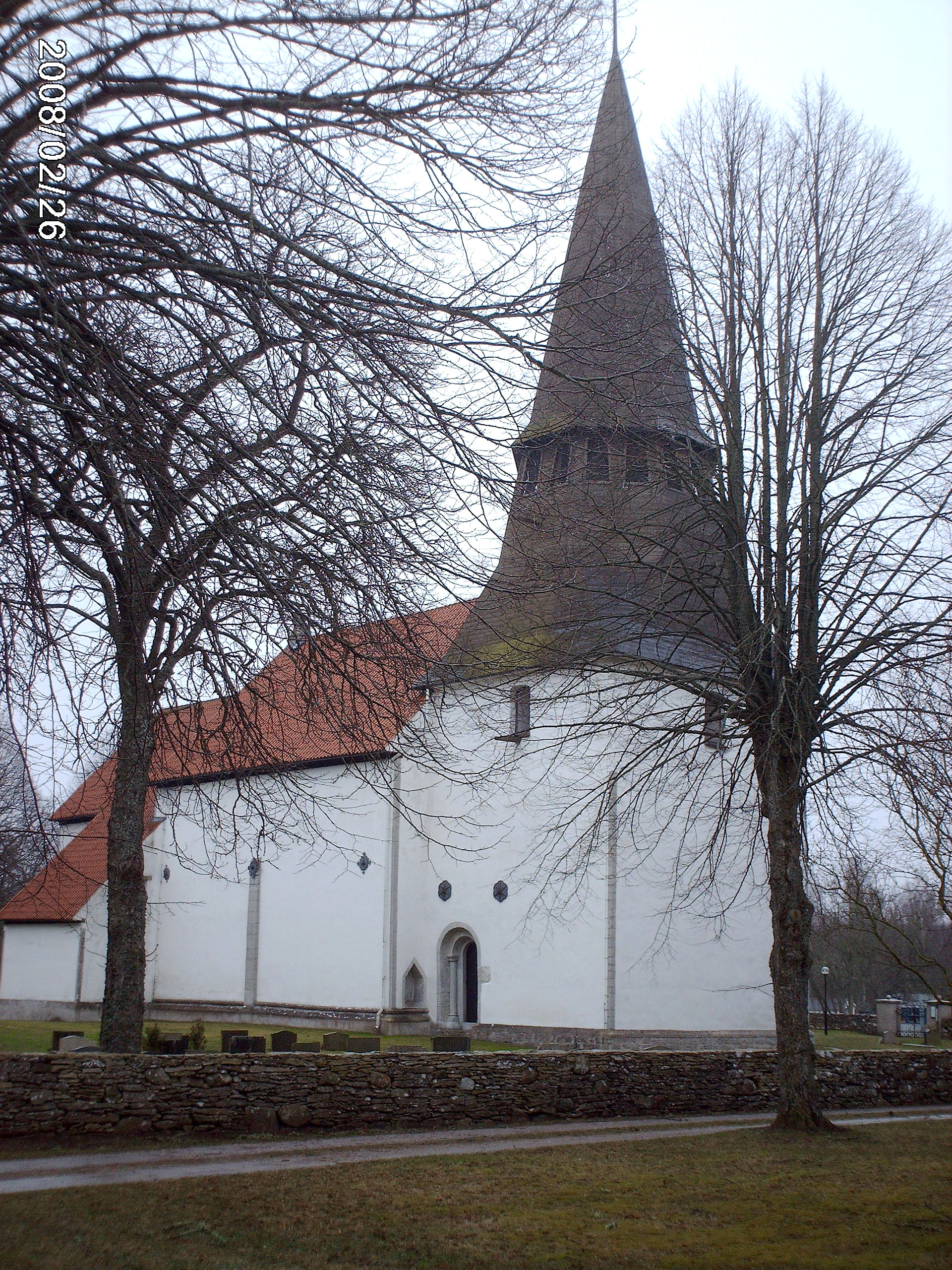
Kirche von Högrän

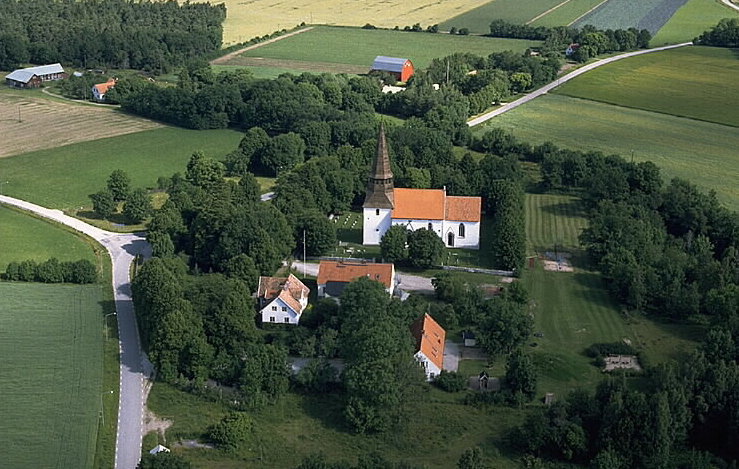
Kirche von Högrän

Die Kirche von Hogrän ist eine im 13. Jahrhundert geweihte Landkirche auf der schwedischen Insel Gotland. Sie gehört zur Kirchengemeinde (schwedisch församling) Vall, Hogrän och Atlingbo församling im Bistum Visby.

## Lage
Die Kirche liegt im westlichen Landesinnern von Gotland zwischen den Straßen 140 und 142. Sie befindet sich 15 km südlich von Visby, 15 km nördlich von Klintehamn, 9 km westlich von Roma und 30 km nördlich von Hemse.

## Kirchengebäude
Die mittelalterliche Steinkirche besteht aus einem Langhaus, einem Kirchturm im Westen, einem schmaleren, gerade abschließenden Chor im Osten und einer Sakristei auf der Nordseite. Das älteste Mauerwerk befindet sich im Turm, der um 1200 herum zu einer romanischen Kirche gehörte, deren Grundmauern man bei einer Ausgrabung im Zusammenhang mit der Restaurierung von 1953 bis 1954 und der Leitung des Architekten Ragnar Jonsson fand.  Diese frühere Kirche hatte Reliefe in den Fassaden und war, wie die Vänge eine so genannte ikonische Kirche (schwedisch „ikonisk kyrka“). Ein Teil der Reliefe ist in das heutige Langhaus eingemauert worden. Um 1300 wurden das heutige Langhaus, der Chor und die Sakristei im gotischen Stil gebaut. Sowohl das Langhaus als auch der Chor haben prachtvolle Perspektivportale im Süden, die den Blickfang bilden. Oberhalb des Langhausportals befindet sich eine romanische Fenstereinfassung. Die großen Fensteröffnungen sind spitzbogig. Die Ostwand wird durch eine Dreifenstergruppe durchbrochen. Der relativ niedrige Turm wird von einer achteckigen Turmspitze gekrönt, die einem Glockengeschoss Platz bietet. Ein Rundbogenportal befindet sich auf der Nordseite des Turms. Von innen ist das breite Langhaus durch zwei Zeltgewölbe gedeckt, die von zwei großen Pilastern gestützt werden. Eine weite, spitzbogige Maueröffnung führt in den Chor, der von einem Zeltgewölbe gedeckt ist. In die mit einem Tonnengewölbe gedeckten Sakristei führt eine mittelalterliche, eisenbeschlagene Tür.

## Ausstattung
- Der achteckige Taufstein mit Reliefen aus Sandstein wurde im 12. Jahrhundert von Byzantios gefertigt.
- Ein Triumphkreuz stammt aus dem 12. Jahrhundert.
- Ein Sakramentshaus ist aus dem 15. Jahrhundert.
- Der Altar aus gehauenem Sandstein wurde 1634 von Peter van Eghens Werkstatt angefertigt.
- Die Kanzel wurde gemäß Inschrift 1637 angefertigt.  Johan Bartsch der Jüngere bemalte sie 1674.
- Die Orgel wurde 1859 von O. N. Lindqvist aus Sanda gebaut.
- Runenstein von Hogrän bis 1893 auf dem Friedhof, jetzt Gotland-Museum, Visby